# Гудаута
Гудау́та (абх. Гәдоуҭа [gʷdowtʰa], груз. გუდაუთა [ɡudautʰa]) — курортный город (с 1926 года) в Абхазии, в Гудаутском районе частично признанной Республики Абхазия, согласно административному делению Грузии — в Гудаутском муниципалитете Абхазской Автономной Республики. Расположен на берегу Гудаутской бухты Чёрного моря. Административный центр Гудаутского района / Гудаутского муниципалитета. Город-герой Республики Абхазии. Связан с городами Абхазии железнодорожной веткой и современной автомобильной трассой.
Одноимённая железнодорожная станция города находится в 37 км к северо-западу от Сухума и в 43 км от Гагры.

## История

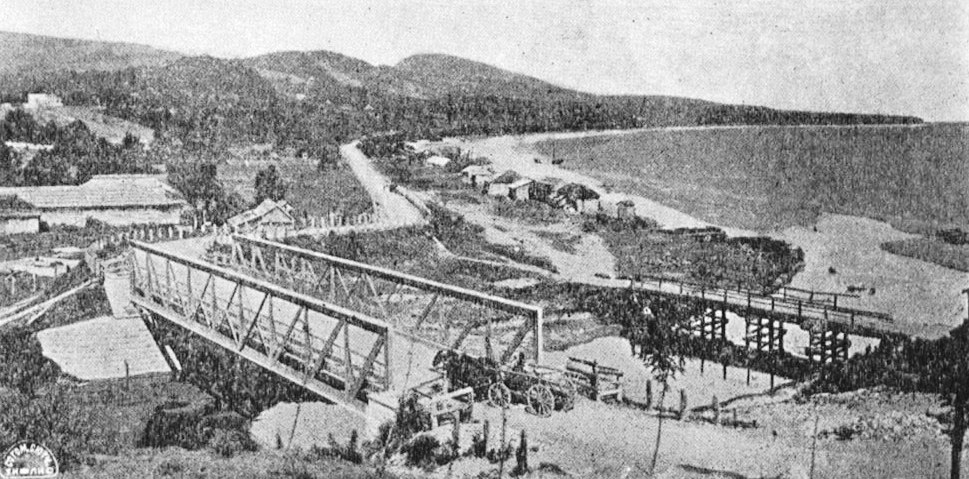
Гудаута в 1913 году

История города уходит в эпоху неолита, когда на его западной окраине в урочище Кистрик (по имени небольшой реки, протекающей вблизи) существовало поселение рыболовов и земледельцев.
Название Гудаута происходит от реки Гудоу, протекающей на территории города, дословно «Гудоута» (абх. Гәдоуҭа) — это «углубление/место реки Гудоу».
В XIII веке вблизи территории современной Гудауты была основана итальянская колония под названием Каво-де-Буксо. Она располагалась не в городе, а в исторической территории села Лыхны.
По другой версии, название восходит к абхазской легенде о юноше по имени Гуда и девушке по имени Ута. Они страстно любили друг друга, однако закон кровной мести, посеявший вражду между семьями влюблённых, запрещал им быть вместе. Гуда не мог жить на свете без любимой Уты и бросился в реку. За ним последовала возлюбленная. Этот миф остаётся народной легендой, но он не вяжется с абхазским языком и топонимикой, а в истории не фигурируют ни Ута, ни Гуда.

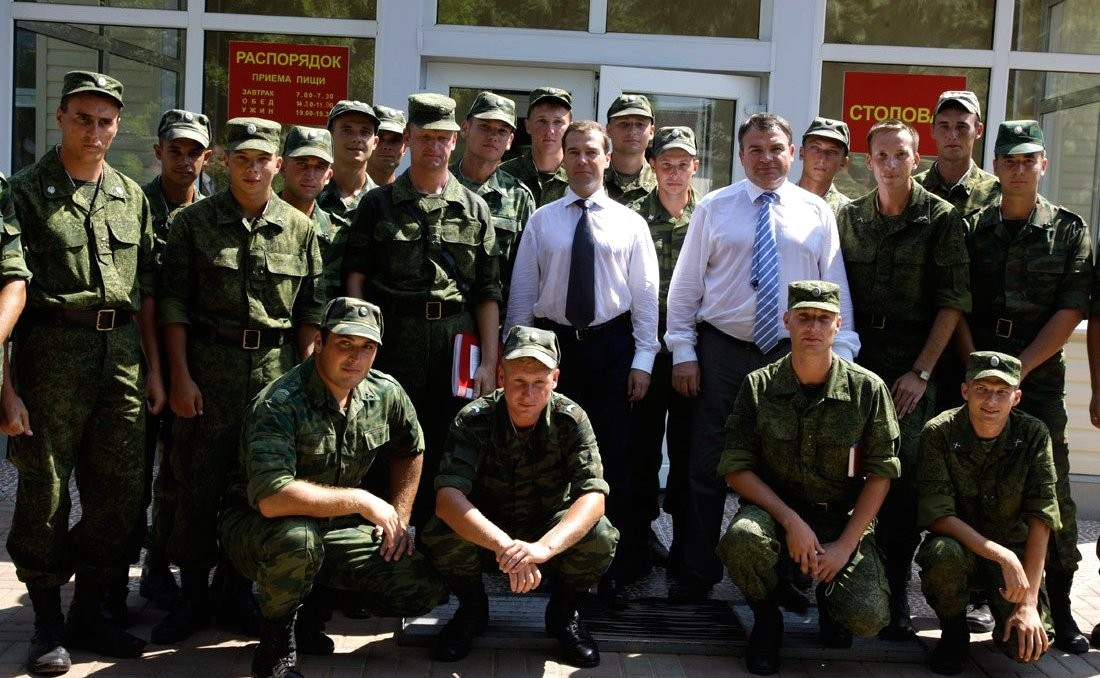
Президент РФ Дмитрий Медведев (в центре) на российской военной базе в Гудауте 8 августа 2010 года

В XI—XIII веках в окрестностях Гудауты сооружались многочисленные храмы, крепости и замки.
В советские времена к западу от города находилась военно-воздушная база Бамбора.
В начале 1990-х годов Гудаута была одним из центров грузино-абхазского конфликта.
После признания в 2008 году Россией независимости Республики Абхазии, принято решение о её восстановлении. Эти данные были подтверждены 30 сентября 2008 года президентом Абхазии Сергеем Багапшем. По состоянию на 2014 год, военно-воздушная база Бамбора входит в состав 7-й российской военной базы.

## Достопримечательности
- Музей-заповедник «Абазгия», центральный краеведческий музей Гудаутского района. Расположен в историческом центре Гудауты. Экспозиция рассказывает об истории, природном своеобразии и культурном потенциале территории, а также Отечественной для Абхазии войне 1992—1993 годов.
- Мемориал жертвам Латской трагедии 1992 г. в центральном парке города.
- Памятник защитникам города во время Великой Отечественной войны.
- Памятник защитникам Родины в Отечественной войне 1992—1993 гг.
- Памятник лётчикам, погибшим в 1943 и 1968 гг.
- В 18—20 километрах к северо-западу от Гудауты расположены живописные курортные места Золотой берег и Мысра (Мюссера).
- В 4 км от Гудауты, в селении Лыхны расположен средневековый архитектурный комплекс: руины дворцового сооружения, колокольня и купольный храм (X—XI вв.) с росписью XIV века.
- Крепость Абахваца находится на территории одноимённого поселка, в шести километрах от магистральной дороги М-1 Псоу — Сухум. Крепостные стены окружают территорию площадью около 600 квадратных метров. Высота стен местами доходит до трёх метров, а толщина, в среднем один метр. На краю обрыва стоит хорошо сохранившаяся четырёхэтажная четырёхугольная башня. На северо-западе виден разрушенный подземный ход, а также неисследованная пещера. Судя по технике кладки и конструктивным особенностям, крепость Абахваца была построена не позднее XIII века.
- Естественные карстовые пещеры у истоков реки Мчишты (Чёрной).
- Сероводородные источники. В 1940 году, в районе Нового Афона, в селе Приморском в результате бурения было открыто на поверхность несколько источников минеральной воды. На месте одного из естественных источников построена небольшая лечебница.

## Климат
Гудаута — климатический приморский курорт. Климат влажных субтропиков (несколько прохладнее и влажнее, чем в Сухуме и Гагре) с очень мягкой зимой (средняя температура января — +9 °C) и очень тёплым летом (средняя температура июля — +28 °C), осадков выпадает 1460 мм за год. Скорость ветра небольшая, сильные ветры бывают не более 8 дней в году (большей частью, весной). Курортный сезон длится круглый год.
Город расположен на возвышенном плато, на берегу небольшой бухты Чёрного моря. Курорт богат субтропическими цитрусовыми и плодовыми насаждениями. На возвышенном берегу моря расположен городской парк, в котором в 1992 г. был установлен памятник погибшим членам экипажа вертолёта Ми-8, вывозившим из осаждённого Ткварчели беженцев, сбитого 14 декабря 1992 г. над селом Лата. С северной и северо-восточной стороны, на расстоянии 15—20 км к городу-курорту примыкает цепь высоких гор Кавказского хребта, которые почти 7 месяцев в году покрыты снегом.

## Население
По переписи 1989 года, численность населения города достигла около 14,9 тысячи человек, из которых абхазы составляли 48 %, русские — 21,2 %, грузины — 13,1 %. По данным 2003 года, население города сократилось до 7738 человек.
| Численность населения | Численность населения | Численность населения | Численность населения | Численность населения | Численность населения | Численность населения |
| 1926                  | 1939                  | 1970                  | 1979                  | 1989                  | 2003                  | 2011                  |
| --------------------- | --------------------- | --------------------- | --------------------- | --------------------- | --------------------- | --------------------- |
| 3601                  | ↗7056                 | ↗13 241               | ↘13 053               | ↗14 864               | ↘7738                 | ↗8514                 |
| 2015                  | 2016                  | 2017                  | 2018                  | 2019                  | 2020                  |                       |
| ↗8693                 | ↗8709                 | ↗8751                 | ↗8814                 | ↗8826                 | ↘8820                 |                       |

## Промышленность
Заводы: табачно-ферментационный, винодельческий, по упаковке цитрусов, механический, авторемонтный. Чайная фабрика, производство стройматериалов.

## Культурная жизнь и отдых
В городе имеются: дом культуры, гостиница, кинотеатр, библиотеки, дом быта, санатории, курортная поликлиника, дома отдыха, пансионаты, турбазы. Морская бухта, на берегу которой расположена Гудаута, окаймлена пляжем из гравия, переходящим на востоке в песчаный. Купальный сезон длится с середины мая по октябрь.

## Города-побратимы
- Кинешма (Россия)[22]
- Пермь (Россия)
- Ростов-на-Дону (Россия)

## Топографические карты
- Лист карты K-37-34 Гудаута. Масштаб: 1 : 100 000. Издание 1978 г.